# Andrew V. McLaglen
Andrew Victor McLaglen (Londen, 28 juli 1920 – Friday Harbor, 30 augustus 2014) was een Brits-Amerikaanse film- en tv-regisseur en acteur.

## Biografie
McLaglen is een zoon van de Britse acteur Victor McLaglen en Enid Lamont. Andrew en zijn voormalige echtgenote, de Amerikaanse actrice Veda Ann Borg, hadden een kind, Andrew Victor McLaglen II (geboren 3 augustus 1954, overleden 16 november 2006 in Maui, Hawaï).
Met zijn tweede vrouw heeft hij nog twee kinderen, Josh McLaglen en Mary McLaglen.
In 1952 kreeg McLaglen van regisseur John Ford de functie van assistent-regisseur voor zijn film The Quiet Man. McLaglen had dezelfde functie reeds enkele malen vervuld bij kleinere filmproducties.

## Filmografie

### Als acteur

#### Speelfilms
- Paris Underground (1945)
- Once You Went Away (1944)

### Als regisseur

#### Speelfilms
- Gun the Man Down (1956)
- Man in the Vault (1956)
- The Abductors (1957)
- Freckles (1960)
- McLintock! (1963)
- Shenandoah (1965)
- The Rare Breed (1966)
- The Ballad of Josie (1967)
- Monkeys, Go Home! (1967)
- The Way West (1967)
- The Devil's Brigade(1968)
- Bandolero! (1968)
- Hellfighters (1968)
- The Undefeated (1969)
- Chisum (1970)
- One More Train to Rob (1971)
- Fools' Parade (1971)
- Something Big (1971)
- Cahill U.S. Marshal (1973)
- Mitchell (1975)
- The Last Hard Men (1976)
- The Wild Geese (1978)
- North Sea Hijack (1979)
- Breakthrough (1979)
- The Sea Wolves (1980)
- Sahara (1983)
- Eye of the Widow (1989)
- Return from the River Kwai (1989)

### Als producent

#### Speelfilms
- Something Big (1971)
- Fools' Parade (1971)
- Seven Men from Now (1956)